# Pteropepon monospermus
Pteropepon monospermus là một loài thực vật có hoa trong họ Cucurbitaceae. Loài này được José Mariano da Conceição Vellozo minh họa đầu tiên năm 1831 với danh pháp Feuillaea monosperma. Năm 1916 Célestin Alfred Cogniaux thiết lập chi Pteropepon và chuyển nó sang chi này.

## Phân bố
Loài đặc hữu Ecuador.